# Chancre bactérien de la tomate
Le chancre bactérien de la tomate est une maladie causée par une bactérie, Clavibacter michiganensis subsp. michiganensis (Smith) Davis et al. (synonyme : Corynebacterium michiganense pv. michiganense (Smith) Dye & Kemp.). Il affecte principalement les cultures de tomates, mais aussi d'autres espèces de Solanacées, les espèces de tomates sauvages, et certaines adventices qui peuvent servir de réservoir de la maladie.
La maladie se manifeste par l'apparition de chancres brun foncé sur les tiges et l'enroulement et le flétrissement des feuilles. Des taches jaunâtres, légèrement en relief et entourées d'un halo blanc peuvent apparaître sur les fruits.
Il n'existe pas de traitement curatif vraiment efficace. Seuls les traitements préventifs permettent de limiter l'extension de la maladie : utilisation de semences indemnes, désinfection des serres, élimination des plants infectés dès qu'ils sont repérés, rotation de trois ans minimum entre deux cultures successives de Solanacées.